# There Is a Secret in My Soup

There Is a Secret in My Soup est un film hong-kongais réalisé par Yeung Chi-Gin, sorti le 5 janvier 2001.

## Synopsis
Un crâne est retrouvé par la police dans une poupée Hello Kitty. Les suspects sont interrogés par le commissaire de la police locale en vue de retracer le calvaire de la victime.

## Fiche technique
- Titre : There Is a Secret in My Soup
- Titre original : Ren tou dou fu tang (人頭豆腐湯)
- Réalisation : Yeung Chi-Gin
- Scénario : Yeung Chi-Gin et Siu Jat Ming
- Production : Inconnu
- Musique : Inconnu
- Photographie : Chim Ang-Hum
- Montage : Inconnu
- Pays d'origine : Hong Kong
- Format : Couleurs - 1,85:1 - Mono - 35 mm
- Genre : Thriller horrifique
- Durée : 85 minutes
- Date de sortie : 5 janvier 2001 (Hong Kong)

## Distribution
- Michael Wong : le commissaire de police
- Hugo Ng : Rocky
- Gabriel Harrison : Joe
- Chan Chiu-Chiu : Maggie Chan
- Angela Tong : Pat
- Christy Cheung
- Chan Chung-Wai
- Ng Shui-Ting
- Hui Shiu-hung
- Timothy Zao
- Ng Ting

## Autour du film
- Le film est tiré d'un fait divers survenu en mars 1999, seulement quelques mois avant le début du tournage. Un autre film, Human Pork Chop, sorti à peu près à la même période, traite du même fait divers.